# Músculos isquiotibiales

Vista rotante de los músculos isquiotibiales.

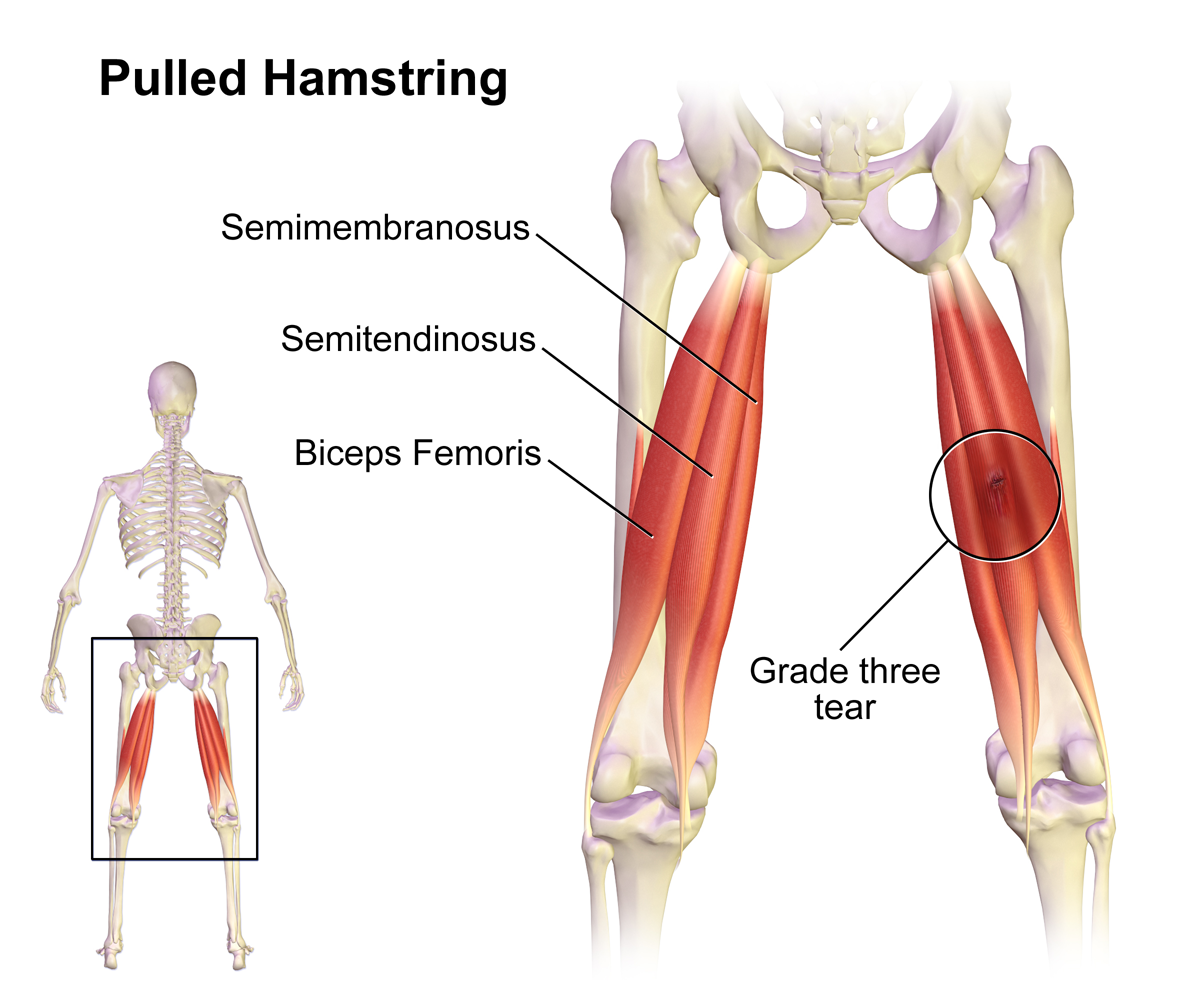
Ilustración de una distensión muscular (grado 3) interesando un isquitiobial (el m. semitendinoso) del muslo derecho.

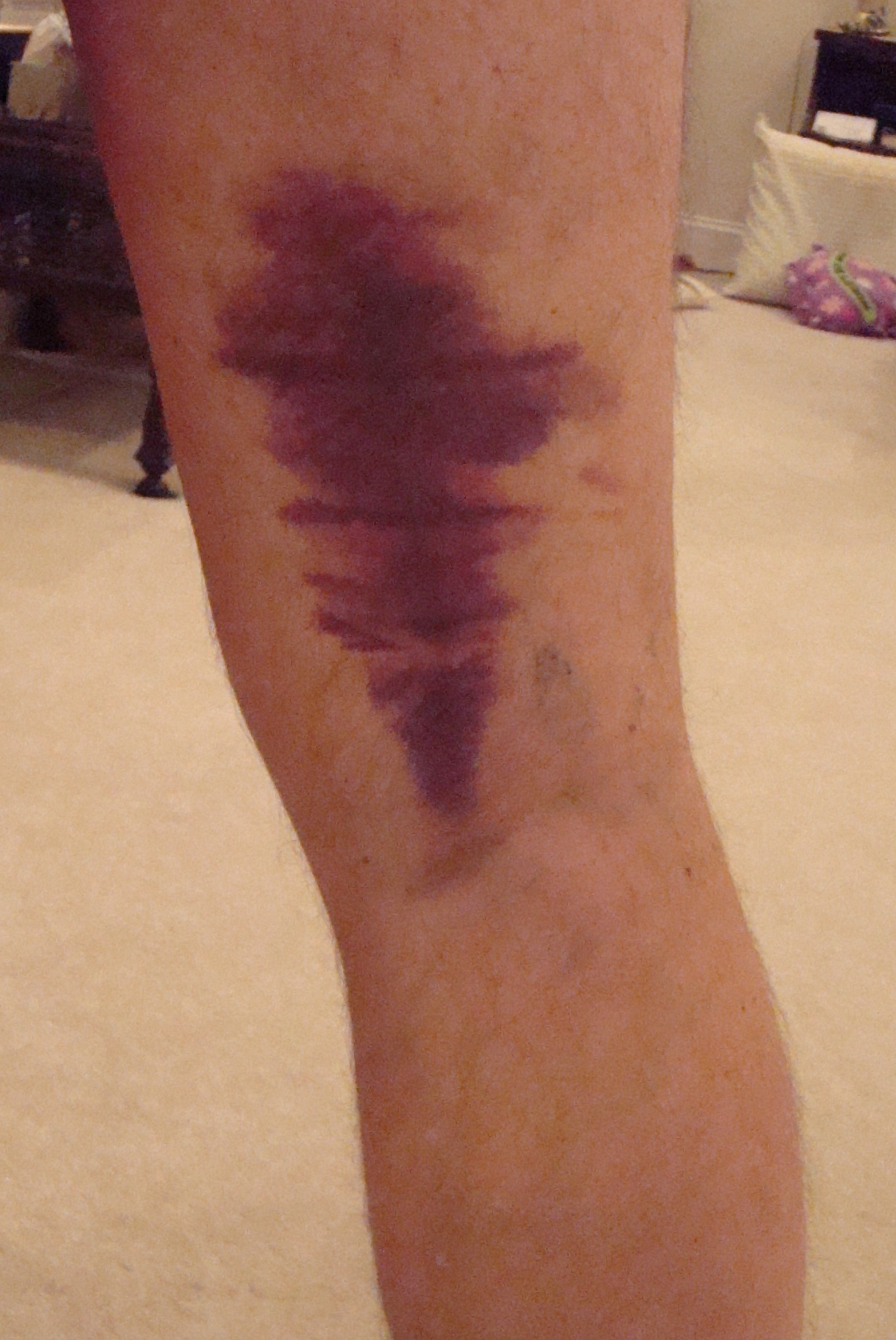
Moretón debido a una distensión (desgarro) isquiotibial. Las líneas horizontales son huellas dejadas por el vendaje.

Los músculos isquiotibiales son un grupo muscular con inserción proximal en la pelvis e inserción distal en la tibia (también en el fémur y en el peroné) que juegan un papel importante en la extensión del muslo sobre la cadera y en la flexión de la pierna sobre el muslo cuando el cuerpo se encuentra en posición de bipedestación (de pie).
Se conocen como músculos isquiotibiales verdaderos el semitendinoso, el semimembranoso y la cabeza larga del músculo bíceps femoral; la cabeza corta de dicho músculo no se considera un músculo isquiotibial verdadero, ya que proximalmente se inserta en la cara posterior del fémur, a lo largo de la línea áspera. y no en el hueso coxal.
Se conocen como músculos isquiotibiales internos al semitendinoso y el semimembranoso, los cuales se insertan, proximalmente, en la tuberosidad isquiática, y, distalmente, en el lado medial de la tibia inmediatamente por debajo de la rodilla.
Se conoce como  músculo isquiotibial lateral al bíceps femoral, cuyas dos cabezas se insertan por debajo de la rodilla en las caras lateral posterior del peroné.

## Inervación
Están inervados por el nervio ciático, a excepción de la cabeza corta del músculo bíceps femoral, que es inervada por la porción peronea de dicho nervio.

## Función
Entre sus funciones principales se encuentra la de refrenar la tendencia a la flexión de la cadera que produce el cuerpo durante la fase de apoyo de la marcha. Son esenciales para correr, saltar, bailar y extender la cadera. Actúan primordialmente como extensores de la cadera y flexores de la rodilla. La cabeza corta del músculo bíceps femoral actúa únicamente en la rodilla, y es principalmente flexora. Con la rodilla flexionada, el semitendinoso y el semimembranoso ayudan también a la rotación interna de la rodilla (de la tibia, al tirar de la zona de su inserción), mientras que ambas cabezas del bíceps femoral contribuyen a la rotación externa.

## Patología
Una patología común de este grupo muscular es la aparición de «puntos de las comas», vulgarmente conocidos como «pelota», «nódulo» o «tendón». Se trata de nudos de contracción que pueden aparecer en cualquier zona de la musculatura corporal en general; son formaciones microscópicas que se corresponden con sitios de actividad eléctrica espontánea en la zona de la placa terminal, provocados (entre otras causas) por una disfunción vásculo-nerviosa que además es mantenida por la contracción provocada.
Los síntomas debidos a los puntos gatillo de los músculos isquiotibiales pueden ser dolor  que aumenta con la sedestación (posición sentada) y con la marcha, y que a menudo interrumpe el sueño. Dicho dolor puede ser causado también por los puntos gatillo de otros ocho músculos. Debe distinguirse del dolor producido por diferentes formas de ciática, osteoartrosis de rodilla, síndrome de isquiotibiales atribuido a roturas musculares y síndromes de inserción de los músculos semitendinoso y semimembranoso.
La activación y la perpetuación de los puntos gatillo de los músculos isquiotibiales pueden deberse a la sobrecarga aguda o repetitiva, o al traumatismo crónico de la presión ejercida sobre la parte posterior del muslo por el borde anterior de un asiento. El reposo prolongado en cama con las rodillas flexionadas puede agravar los puntos gatillo de los isquiotibiales.